# Ban San Sali
Ban San Sali (Thai: บ้านสันสลี) is een plaats in de tambon Ban Dai in de provincie Chiang Rai. De plaats telde in 2009 in totaal 172 inwoners, waarvan 85 mannen en 87 vrouwen. Ban San Sali telde destijds 75 huishoudens.
In de plaats bevindt zich één boeddhistische tempel, de "Wat Ban San Sali".